# Atlantic Avenue Elevated

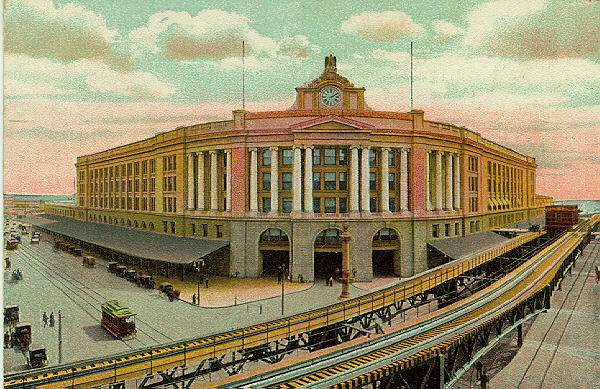
Die Strecke der Atlantic Avenue Elevated außerhalb der South Station

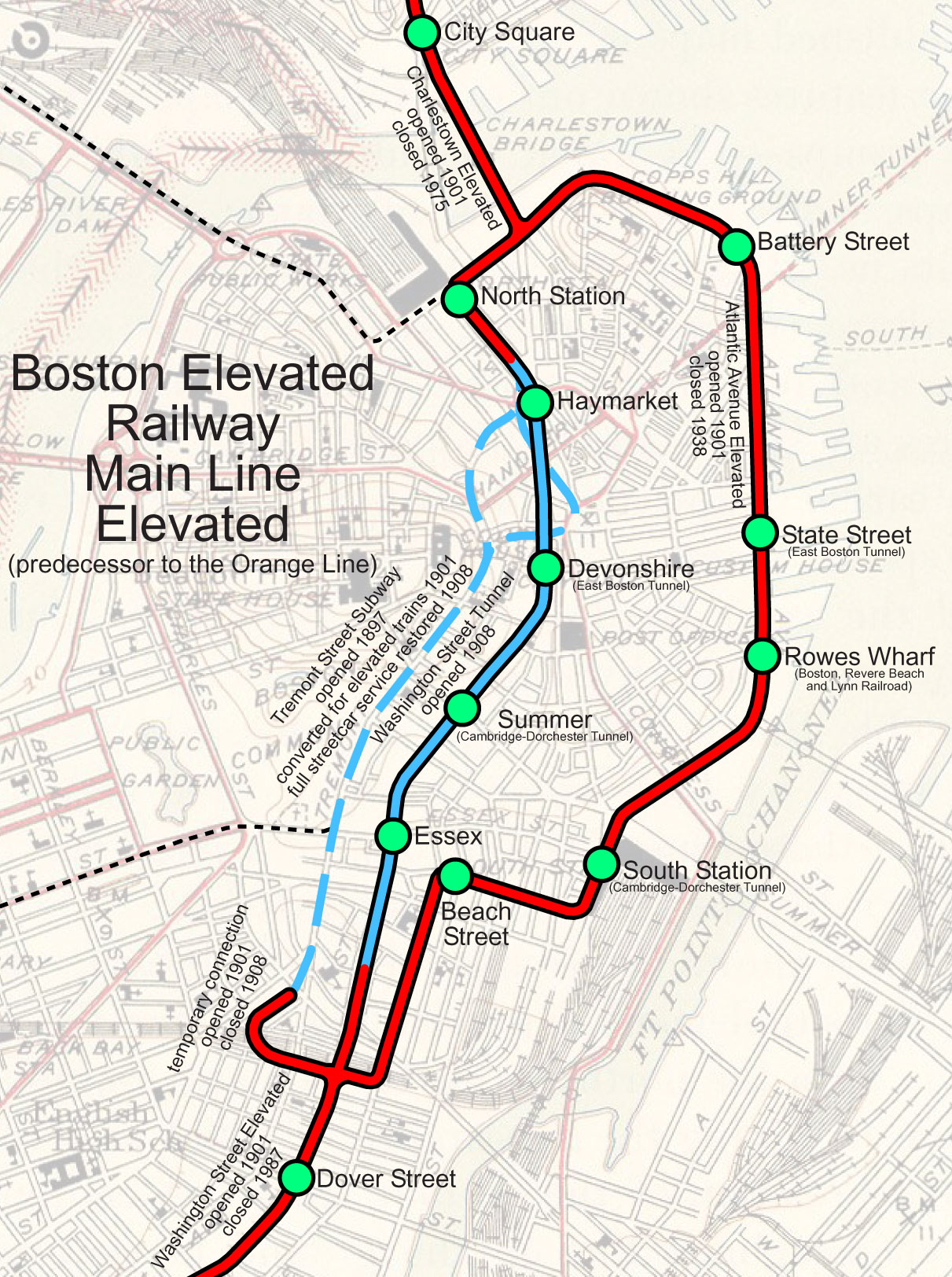
Karte der Atlantic Avenue Elevated (rechts) und verbundener Linien

Die Atlantic Avenue Elevated war eine Hochbahn im östlichen Stadtzentrum von Boston im Bundesstaat Massachusetts der Vereinigten Staaten. Sie stellte eine alternative Route zur Hauptstrecke der Boston Elevated Railway (der heutige Weg der Orange Line) um den Washington Street Tunnel dar. Die Atlantic Avenue Elevated war von 1901 bis 1938 in Betrieb und wurde aufgrund zu geringer Passagierzahlen abgerissen.

## Geschichte
Die Atlantic Avenue Elevated wurde ursprünglich als Teil eines größeren Massenverkehrssystems durch die Boston Transit Commission im Jahr 1896 geplant. Nach dem Erfolg des Tremont Street Subway (heute Green Line) begann die Kommission damit, Alternativen für ein vereinheitlichtes System zu erarbeiten, das die gesamte Bostoner Innenstadt sowie angrenzende Vororte bedienen sollte. Nach dem Konzept sollte es zwei Korridore für Hochbahnen geben – auf der einen Seite der Washington Street Subway (heute Orange Line) unterhalb der Washington Street von einem Portal an der Oak Street bis zum Haymarket und auf der anderen Seite eine vollständig aufgeständerte Strecke entlang der Atlantic Avenue. Zu der Zeit der Planungen war die Atlantic Avenue das Zentrum der Fischerei- und Schiffsindustrie in Boston und bediente viele Anlegestellen für Fähren.
Unterhalb der Atlantic Avenue Elevated verlief die Union Freight Railroad auf der Atlantic Avenue und Commercial Street und beförderte Fracht zwischen den Linien, die an der North Station und South Station endeten.

### 1901 bis 1919
Mit ihrer Eröffnung im Jahr 1901 verlief die Atlantic Avenue Elevated durch den Tremont Street Subway und wurde an den Anstiegen an der Pleasant Street sowie der Causeway Street von einer U-Bahn zur Hochbahn. Die Bahnsteige an den nicht an der Hochbahn gelegenen Haltepunkten mussten dazu mit entfernbaren, höheren Plattformen ausgestattet werden, damit die Passagiere aus den Wagen aussteigen konnten. Wo die Washington Street Elevated in westlicher Richtung von der Washington Street auf die Castle Street (heute Herald Street) abzweigte, gab es eine vollständige Dreiwegekreuzung (Tower D) mit der Atlantic Avenue Elevated.
Die Strecke bog nach einem Block in Richtung Norden auf die Harrison Avenue ein und führte bis zur Beach Street, wo sie sich nach Osten wandte und ihre erste, gleichnamige Station anfuhr. Von dort verlief die Strecke nördlich auf der Atlantic Avenue zur zweiten Station South Station, von wo aus es Verbindungen zur South Station mit weiteren innerstädtischen Verbindungen und Pendlerzügen sowie ab 1916 auch zum Cambridge-Dorchester Tunnel (heute Red Line) gab. Die nächste Haltestelle war Rowes Wharf an der Broad Street und High Street mit Transfermöglichkeit zur Boston, Revere Beach and Lynn Railroad mittels einer Fähre von Rowes Wharf nach East Boston.
Im weiteren Verlauf entlang der Atlantic Avenue war die State Street an der gleichnamigen Straße die nächste Station, die ab 1904 eine Transfermöglichkeit zum East Boston Tunnel (heute Blue Line) bot. Die folgende Station Battery Street ermöglichte den Zugang zum Bostoner North End. Südlich davon befand sich an der östlichen Seite der Straße die Generatorstation Lincoln Wharf der Boston Elevated Railway. Die Atlantic Avenue Elevated endete am Keany Square, von wo aus die Charlestown Elevated den Nordabschnitt der Hauptlinie abdeckte. Auch hier gab es eine Dreiwegekreuzung (Tower C), welche die Charlestown Elevated westlich auf die Causeway Street und dann nördlich über die Charlestown Bridge führte.
Im Jahr 1908 wurde der Washington Street Tunnel eröffnet und die Streckenführung der Hauptlinie neu gestaltet. In diesem Zusammenhang wurde der Tremont Street Subway wieder ausschließlich für Schienenfahrzeuge freigegeben. Als Konsequenz wurde die südliche Kreuzung (Tower D) rekonfiguriert und führte die Hauptlinie in Richtung Norden auf der Ostseite der Washington Street bis zum Tunnel.
Die Strecke südlich der South Station musste nach einem tödlichen Unglück in der engen Kurve bei Harrison und Beach im Juli 1928 geschlossen werden und wurde durch Shuttles zwischen der South Station und der North Station auf der Charlestown Elevated ersetzt. Im Jahr 1919 wurde die Atlantic Avenue Elevated durch die Melassekatastrophe von Boston nördlich der Battery Street schwer beschädigt.

### 1920 bis 1942

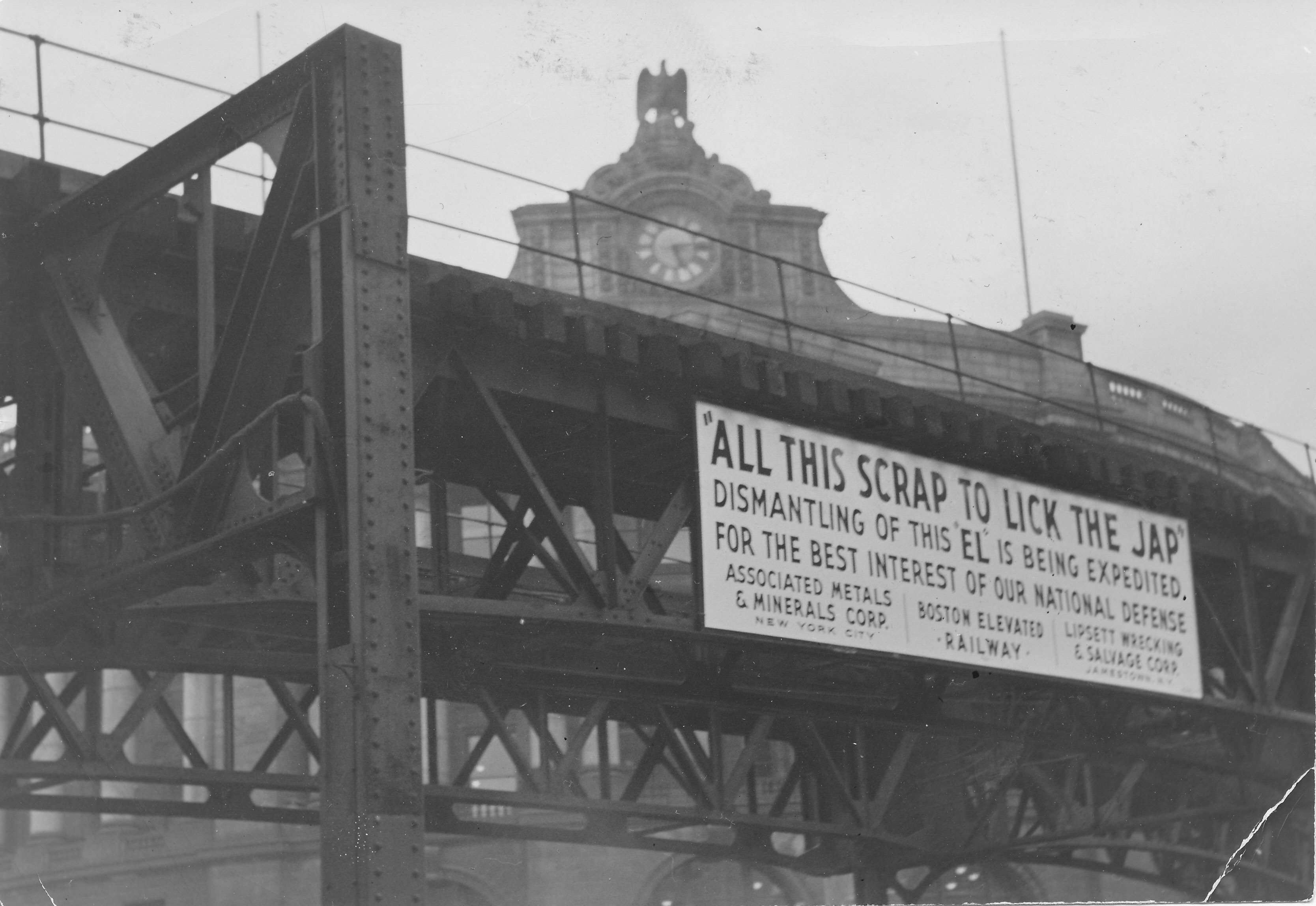
Kriegspropaganda: "All this scrap to lick the Jap"

In den frühen 1920er Jahren wurde die ehemals florierende Fischerei- und Schiffsindustrie in Boston von harten Zeiten getroffen, was bereits zu einem Rückgang bei den Passagierzahlen der Atlantic Avenue Elevated führte. Mit der Fertigstellung des Sumner-Tunnel und der Einstellung der Fährendienste im Boston Harbor brachen die Passagierzahlen zwischen der North Station und der South Station dann fast vollständig zusammen. Dieser Streckenabschnitt wurde am 1. Oktober 1938 geschlossen und 1942 abgerissen, als der Materialbedarf für den Zweiten Weltkrieg den Schrottpreis in die Höhe getrieben hatte.